# Fritz von Westerman
Fritz von Westerman (* 1. Juni 1921 in Tübingen; † 20. August 2007 in Rheinbach) war ein deutscher Heeresoffizier, zuletzt im Rang eines Generalmajors.

## Leben
Westerman stammte aus einer baltendeutschen Adelsfamilie, die nach dem Ersten Weltkrieg nach Deutschland übersiedelte. Westerman trat 1939 als Offiziersanwärter in die Wehrmacht ein und wurde mehrfach ausgezeichnet. Er kehrte als Hauptmann der Reserve aus dem Krieg zurück.
Ab dem Sommersemester 1946 studierte er Physik an der Eberhard-Karls-Universität Tübingen und wurde dort Mitglied der Tübinger Burschenschaft Derendingia. Das Studium beendete er als Diplom-Physiker.
1956 trat er in die Bundeswehr ein. 1976 wurde Westerman Divisionskommandeur der 2. Jägerdivision der Bundeswehr. Westerman war 1978 als Bundeswehrgeneral in einer Episode des Dokumentarfilmes Deutschland im Herbst zu sehen. 1982 trat er in den Ruhestand und engagierte sich für die gesellschaftliche Wiedereingliederung von Strafgefangenen, wie seine 2019 verstorbene Ehefrau Ingeborg, die diese ehrenamtliche Tätigkeit seit 1974 ausübte. 2001 erhielten sie den Förderpreis für das soziale Ehrenamt der Stadt Rheinbach.

## Auszeichnungen
- Deutsches Kreuz in Gold (1944)
- Verdienstkreuz 1. Klasse der Bundesrepublik Deutschland (1978)
- Eintrag in das Goldene Buch der Stadt Rheinbach (1980)[5]